# Jeremy Ray Valdez
Jeremy Ray Valdez (nascido em 10 de julho de 1980, em Santa Fé, Novo México) é um ator americano.